# Calopteryx maculata
Calopteryx maculata là loài chuồn chuồn trong họ Calopterygidae. Loài này được Palisot de Beauvois mô tả khoa học đầu tiên năm 1805.

## Hình ảnh

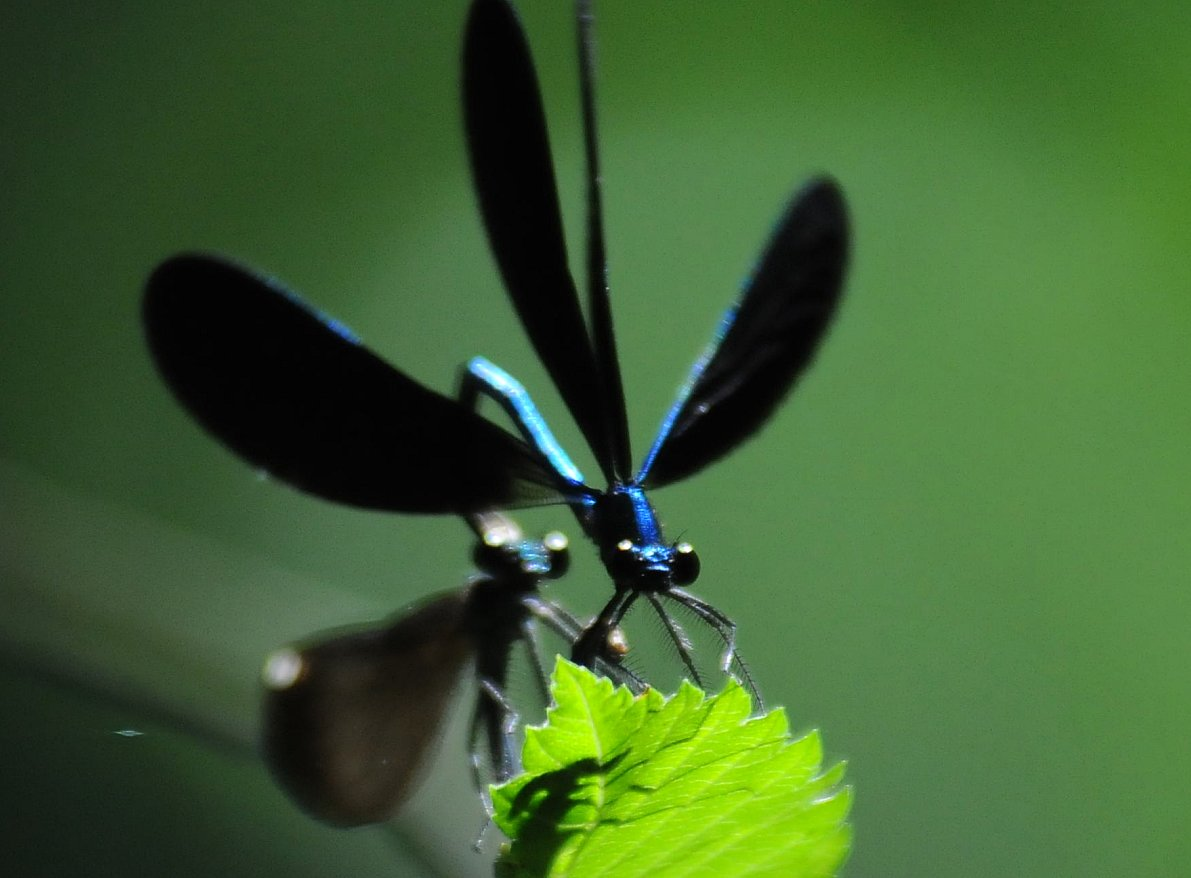
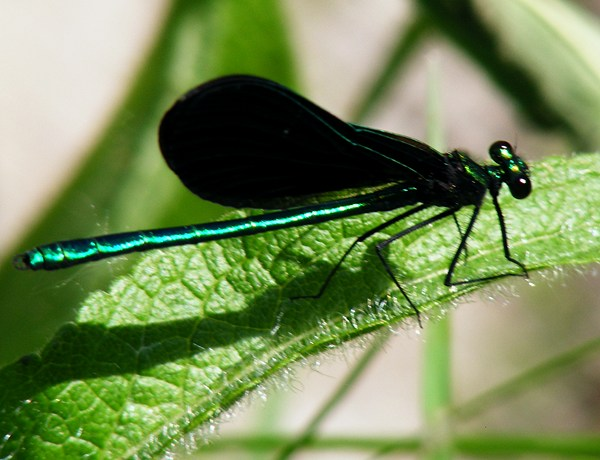
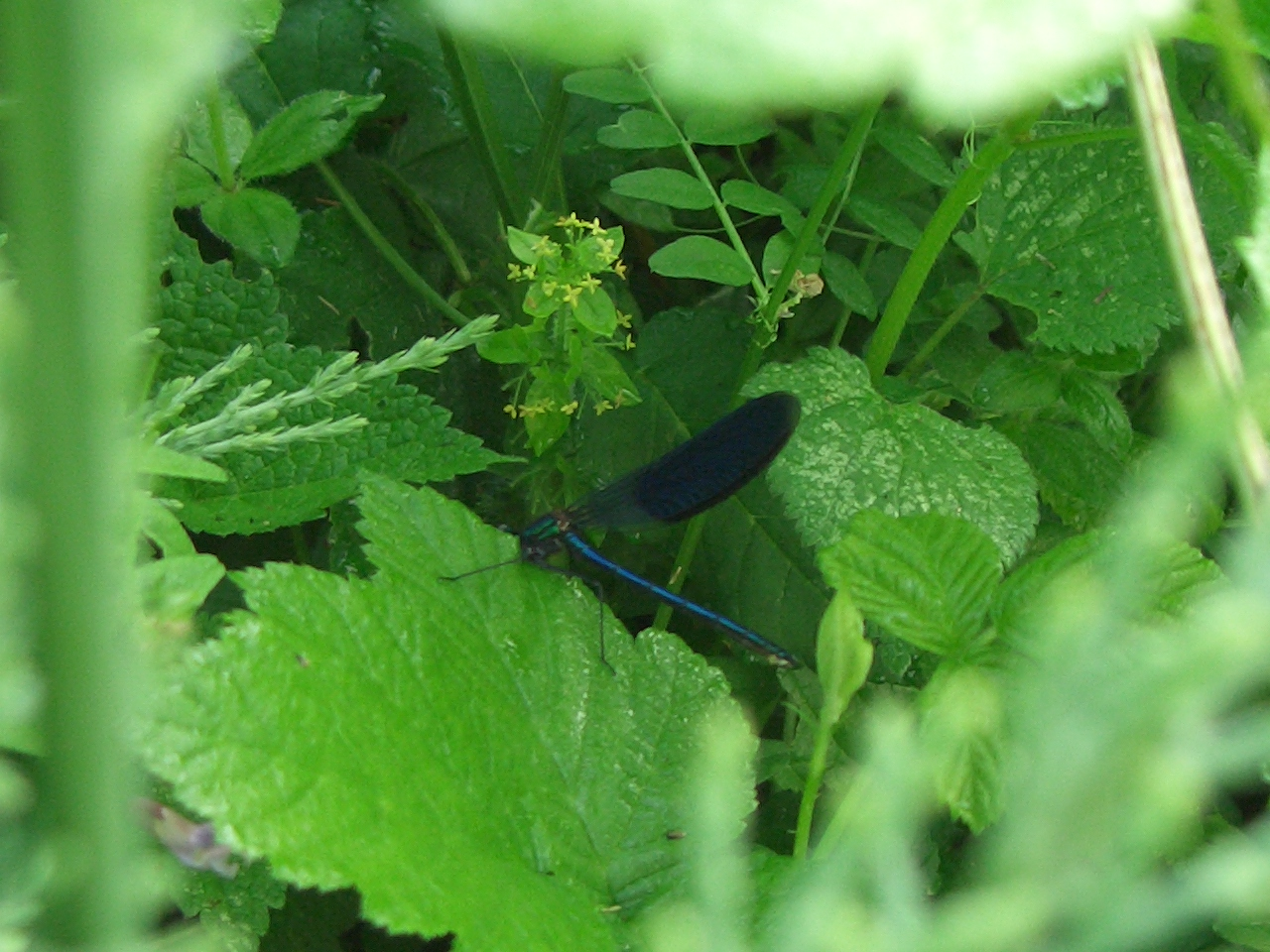
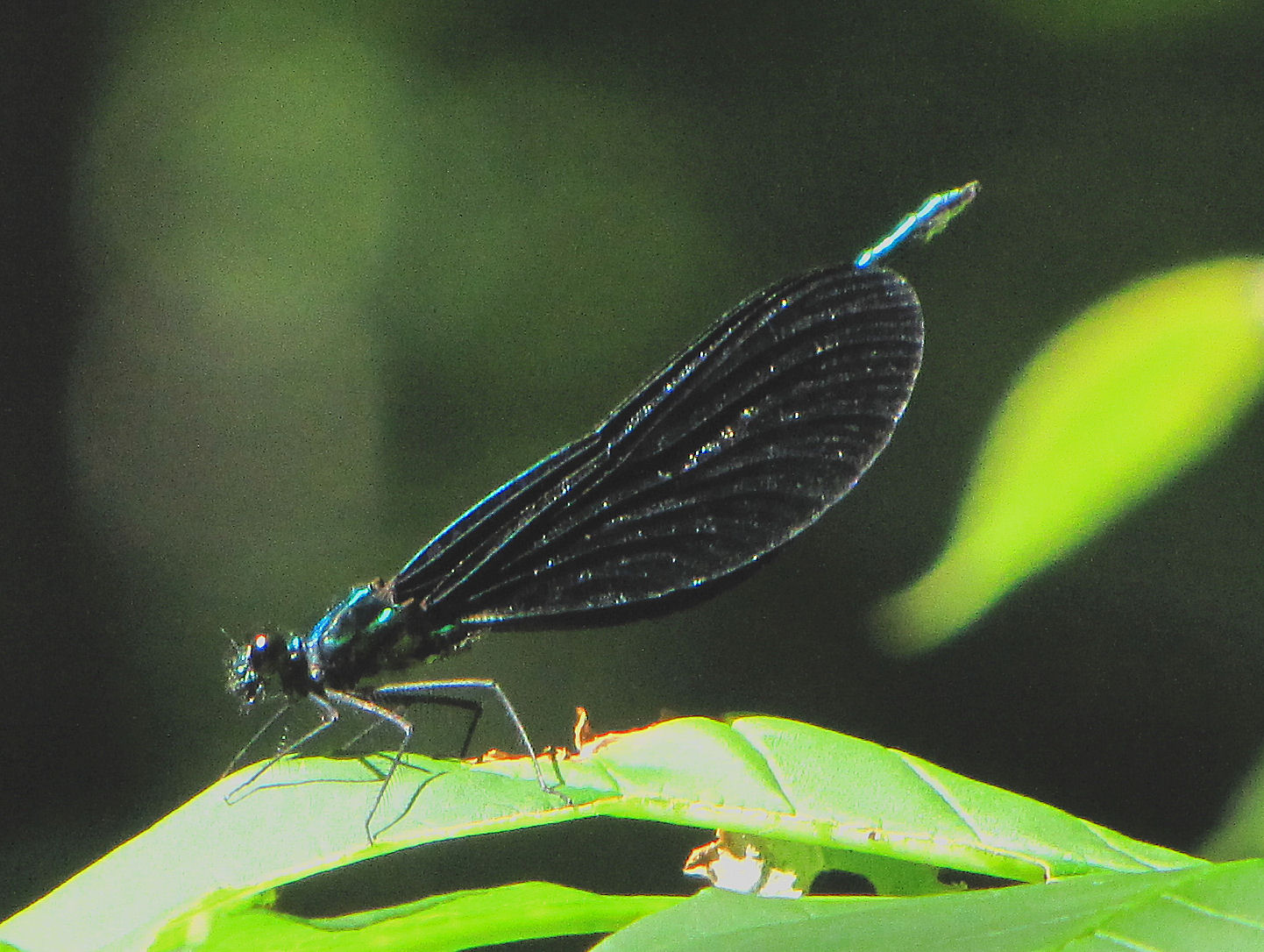